# Mark B
Medium Mark B (Whippet) – brytyjski czołg z okresu I wojny światowej, będący następcą czołgu Medium Mark A Whippet. Pierwszy prototyp pojazdu ukończono we wrześniu 1918 roku.
Pojazd okazał się nieudany, głównie ze względu na bardzo ograniczoną ilość miejsca wewnątrz pojazdu, przez co szybko zrezygnowano z jego produkcji na rzecz czołgu Medium Mark C Hornet. W British Army służyło łącznie 45 pojazdów typu Mark B.